# Centre de lancement

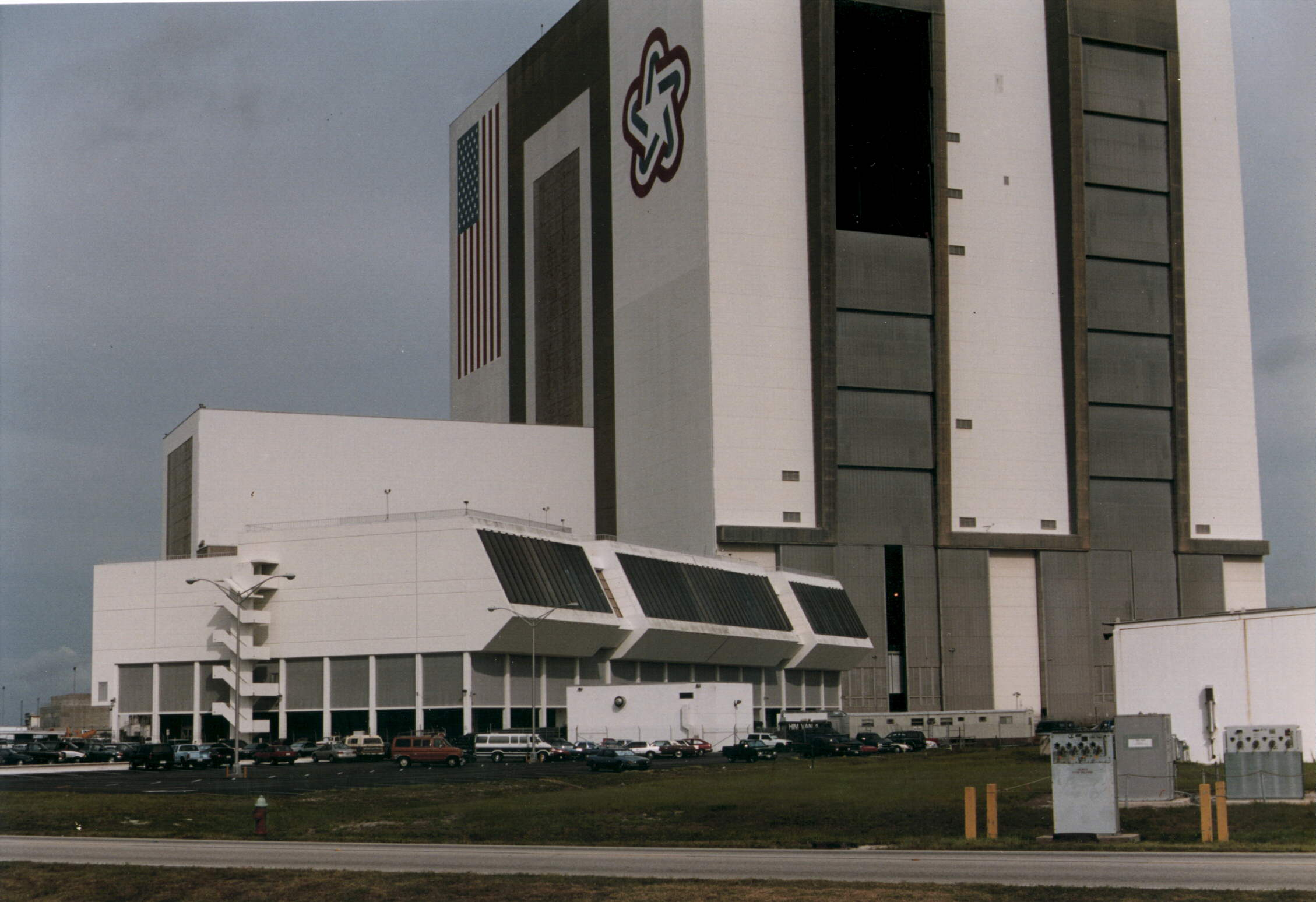
Le centre de lancement du centre spatial Kennedy est le bâtiment relativement petit à gauche du VAB (bâtiment d'intégration de la navette spatiale)

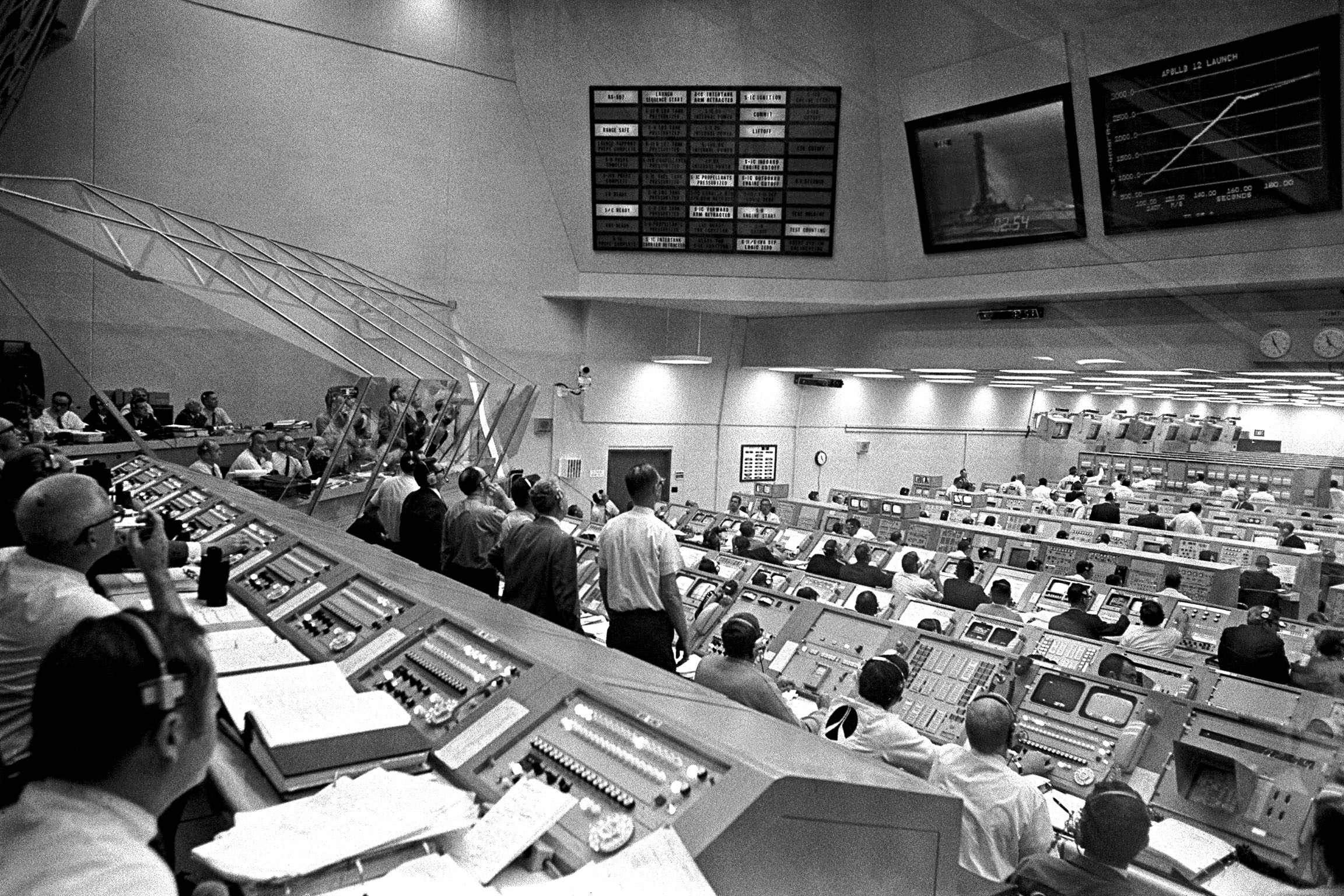
Une des salles du centre de lancement du centre spatial Kennedy (lancement d'Apollo 12 en 1969)

Un centre de lancement, dans le domaine de l'astronautique, est le bâtiment, situé près de l'aire de lancement, en général protégé contre les effets d'une explosion ou d'un impact, d'où sont dirigées les opérations propres à un véhicule aérospatial jusqu'à son lancement.
Les termes correspondants en anglais sont firing room, et blockhouse.

## Référence
Droit français : arrêté du 20 février 1995 relatif à la terminologie des sciences et techniques spatiales.